# 納加南鰍
納加南鰍（學名：Schistura nagaensis）為輻鰭魚綱鯉形目條鰍科南鰍屬的其中一種。被IUCN列為易危保育類動物，分布於亞洲印度布拉瑪普特拉河流域，體長可達5.9公分，棲息在山區水流湍急、礫石底質的河川底層水域，生活習性不明。

## 扩展阅读
維基物種上的相關：納加南鰍